# HD 106906
HD 106906是一個位在南十字座的聯星系統其視星等綜合值為7.80，由於該星體光太微弱，無法用肉眼觀察。根據恆星視差，推估HD 106906距地球約337光年，並且正以+10 km/s的徑向速度遠離太陽。目前HD 106906屬於天蠍-半人馬星協下半人馬-南十字子群的成員之一。
該星體為一個雙線光譜聯星系統，由2顆質量相似且恆星光譜在F5V等級的F型主序星組成，其轨道周期不到100天。

## 行星系統
目前已發現一顆HD 106906 b的行星環繞著該星體運行，該行星與HD 106906間隔預計為732±30 AU天文單位，週期至少為3,000年。聯星系統周圍有觀測到過量的紅外光，推估在聯星邊緣有著岩屑盤。該岩屑盤具有明顯不對稱形狀，東側長120天文單位，西側長550天文單位。行星軌道與岩屑盤傾斜39+20
−15度，並且以行星的極點朝向觀察，顯示其具有較大的轉軸傾角。
| 成員 (依恆星距離) | 质量        | 半長軸 (AU) | 轨道周期 (天) | 離心率      | 傾角          | 半径 |
| ----------------- | ----------- | ----------- | ------------- | ----------- | ------------- | ---- |
| 岩屑盤            | 65 — 550 AU | 65 — 550 AU | 65 — 550 AU   | 65 — 550 AU | 84.65+0.35 −° | —    |
| b                 | 11+2 − MJ   | ~2600       | >3000         | —           | 64°           | —    |